# Greatest Hits (Alice In Chains-album)
A Greatest Hits egy Alice in Chains válogatásalbum. 2001. július 24-én jelent meg a Columbia Records-nál. Ez az együttes slágereinek második gyűjteménye, jóval rövidebb, mint az előző, a Nothing Safe: The Best of the Box.

## Számok
1. "Man in the Box" (Cantrell/Kinney/Staley/Starr) – 4:47
2. "Them Bones" (Cantrell) – 2:30
3. "Rooster" (Cantrell) – 6:15
4. "Angry Chair" (Staley) – 4:48
5. "Would?" (Cantrell) – 3:28
6. "No Excuses" (Cantrell) – 4:15
7. "I Stay Away" (Cantrell/Inez/Staley) – 4:14
8. "Grind" (Cantrell) – 4:46
9. "Heaven Beside You" (Cantrell/Inez) – 5:29
10. "Again" (Cantrell/Staley) – 4:05